# Роббі Ловлер
Роббі Ловлер (англ. Robbie Lawler; 20 березня 1982, Сан-Дієго, Флорида, США) — американський спортсмен, професійний боєць змішаних бойових мистецтв.